# 赖因哈德·佐尔格

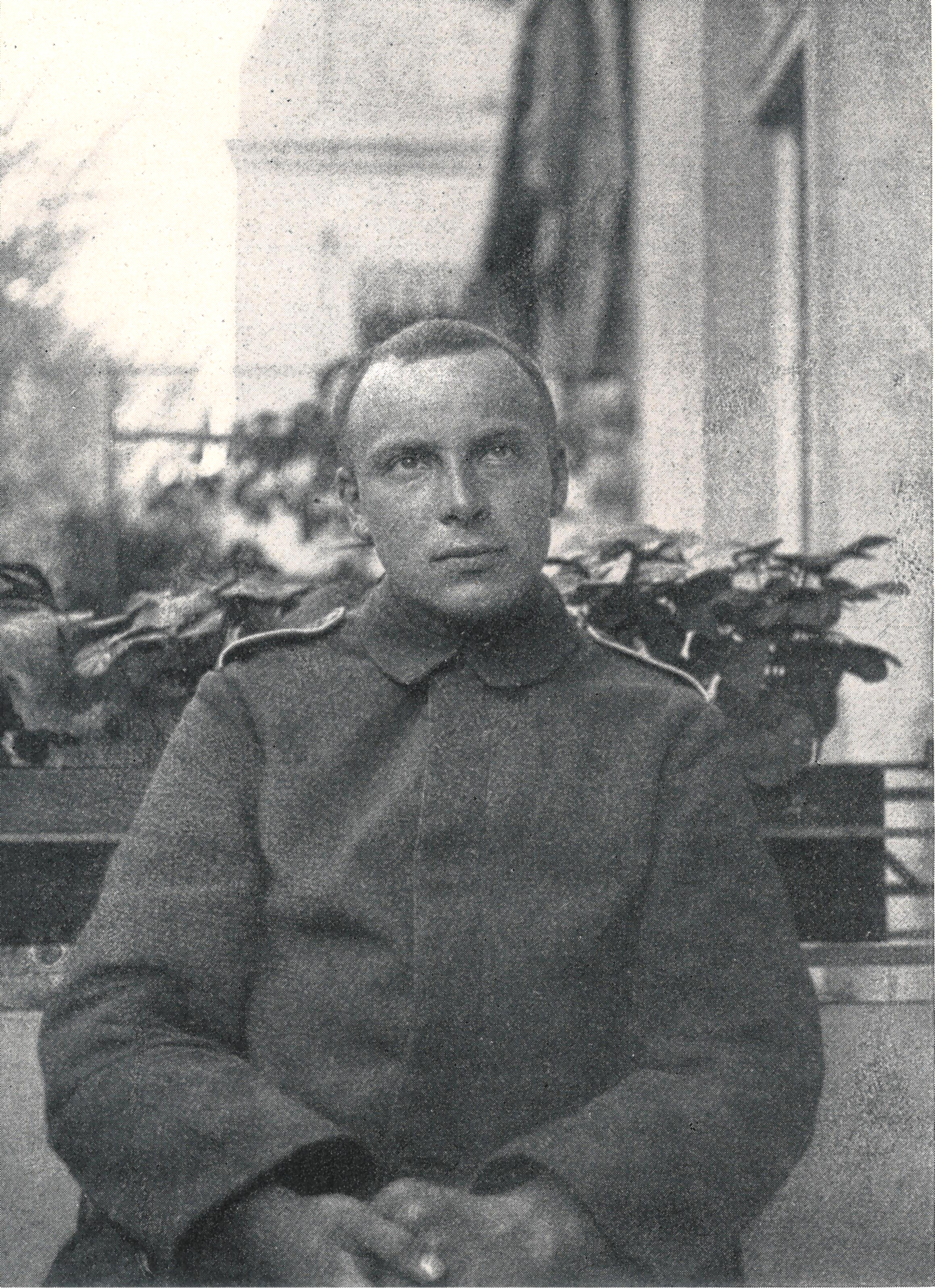
赖因哈德·佐尔格

赖因哈德·约翰内斯·佐尔格（Reinhard Johannes Sorge，1892年1月29日—1916年7月20日）是一位德国剧作家、诗人。他最著名的作品是表现主义戏剧《乞丐》（Der Bettler），该剧于1912年赢得克莱斯特奖，佐尔格几乎凭一己之力创造了超现实主义戏剧和现代戏剧舞台艺术。佐尔格后来皈依天主教會，试图将天主教文学复兴运动引入德语文学界。但他在1915年被征召入伍，上了第一次世界大战战场。1916年夏，佐尔格在索姆河战役戰場上作戰時，他的大腿被一枚手榴弹炸碎，隨後在阿布兰库尔-普雷苏瓦尔的一个战地包扎站去世。